# Stadio Pio XII
Stadio Pio XII – stadion piłkarski w Albano Laziale we Włoszech (miasto metropolitalne Rzym). 

## Charakterystyka
Pojemność stadionu wynosi wg różnych źródeł: 1500, 1974 lub 2000 widzów. Nazwa stadionu pochodzi od papieża Piusa XII, który piastował to stanowisko w latach 1939–1958.
Na obiekcie swoje mecze rozgrywa włoska drużyna A.S.D. Albalonga (grająca w lidze regionalnej), a także reprezentacja Watykanu. Stadio Pio XII gościł reprezentantów Watykanu m.in. w 2002 roku podczas meczu z drużyną Monako (padł wówczas bezbramkowy remis).